# Новоурсаевский сельсовет
Новоурсаевский сельсовет — сельское поселение в Бакалинском районе Башкортостана Российской Федерации.
Административный центр — село Новоурсаево.

## История
Статус и границы сельского поселения установлены Законом Республики Башкортостан от 17 декабря 2004 года № 126-з «О границах, статусе и административных центрах муниципальных образований в Республике Башкортостан»
В 2008 году в состав вошёл Нагайбаковский сельсовет и его н.п.
Закон Республики Башкортостан от 19.11.2008 N 49-з «Об изменениях в административно-территориальном устройстве Республики Башкортостан в связи с объединением отдельных сельсоветов и передачей населённых пунктов», ст.1 п.6) г) гласит:

 "Внести следующие изменения в административно-территориальное устройство Республики Башкортостан:
объединить Новоурсаевский и Нагайбаковский сельсоветы с сохранением наименования «Новоурсаевский» с административным центром в селе Новоурсаево.
Включить сёла Батрак, Нагайбаково, деревню Ивановка Нагайбаковского сельсовета в состав Новоурсаевского сельсовета.

Утвердить границы Новоурсаевского сельсовета согласно представленной схематической карте.

Исключить из учётных данных Нагайбаковский сельсовет

## Население
| 2002 | 2009 | 2010 | 2012 | 2013 | 2014 | 2015 |
| ---- | ---- | ---- | ---- | ---- | ---- | ---- |
| 1062 | ↘983 | ↘804 | ↗805 | ↘788 | ↘753 | ↘735 |
| 2016 | 2017 |      |      |      |      |      |
| ↘704 | ↘674 |      |      |      |      |      |

## Состав сельского поселения
| № | Населённый пункт | Тип населённого пункта       | Население |
| - | ---------------- | ---------------------------- | --------- |
| 1 | Новоурсаево      | село, административный центр | ↘418      |
| 2 | Нагайбаково      | село                         | ↘317      |
| 3 | Батрак           | село                         | ↘39       |
| 4 | Ивановка         | деревня                      | ↘11       |
| 5 | Петровка         | деревня                      | →11       |
| 6 | Новые Усы        | деревня                      | ↗8        |
| 7 | Муслюминка       | деревня                      | ↘0        |